# Sport în Belgia
Fotbalul și ciclismul sunt sporturi populare în rândul belgienilor. Eddy Merckx este considerat a fi cel mai mare ciclist din toate timpurile. În fotbal Jupiler League este competiția fotbalistică cea mai importantă, iar cluburi ca R.S.C. Anderlecht au avut deseori succese importante pe plan european. În ultimii ani două jucătoare de tenis belgiene au avut succese importante, fiecare clasându-se pe prima poziție în clasamentul WTA, este vorba de Kim Clijsters și Justine Henin. 
Circuitul Spa-Francorchamps găzduiește Marele Premiu al Belgiei din calendarul competiției Formula 1. Pilotul belgian Jacky Ickx a câștigat 8 mari premii și a terminat de două ori pe locul doi în Campionatul Mondial de Formula 1. Thierry Boutsen este un alt pilot belgian ce a câștigat 3 curse în 1989 și 1990. 
În 1920 orașul Anvers a găzduit Jocurile Olimpice de vară, în 2000 Belgia a găzduit împreună cu Olanda Campionatul European de Fotbal iar Beneluxul și-a depus candidatura pentru a găzdui ediția din 2018 a Campionatului Mondial de Fotbal.
Un alt sport popular, denumit picioroange (wa «les schaesses», fr «les échasses»), se practică în orașul Namur.